# Friedel Reuther
Friedel Reuther (* 4. Februar 1942; † 11. Juli 1999) war ein deutscher Fußballspieler. Der Offensivspieler hat bei BSC Oppau und dem 1. FC Saarbrücken von 1961 bis 1963 in zwei Runden in der erstklassigen Fußball-Oberliga Südwest 44 Ligaspiele absolviert und 10 Tore erzielt. Mit Saarbrücken hat er in der Debütsaison der Fußball-Bundesliga, 1963/64, in zehn Einsätzen zwei Tore erzielt.

## Karriere
Reuther durchlief die Jugend des BSC Oppau, wo er den Sprung in die erste Herrenmannschaft schaffte. Er wurde mit seinem Heimatverein in der Runde 1960/61 Vizemeister in der 2. Liga Südwest und Oppau stieg damit in die Oberliga auf. Für die Schwarz-Gelben vom BSC-Stadion am Nordring kam der Angreifer in der Saison 1961/62 zu 28 Einsätzen in der Fußball-Oberliga Südwest, in denen er neun Tore schoss. Am ersten Rundenspieltag, den 6. August 1961, hatte Reuther bei Eintracht Kreuznach als Mittelstürmer bei einem 0:0 in der Oberliga debütiert. Es war die Oberligarunde mit vier Teams aus Ludwigshafen: Phönix, TuRa, LSC und dem Aufsteiger Oppau. Mit Mitspielern wie den Brüdern Emil und Erich Eberspach und Günter Heiden wurde der 11. Platz erreicht. Vor dem letzten Jahr der alten erstklassigen Oberliga, 1962/63, wurde er vom 1. FC Saarbrücken in das Saarland geholt.
Beim 1. FC Saarbrücken erlebte er seine erfolgreichste Zeit als Spieler. In seinem zweiten Jahr in der Oberliga 1962/63 kam er unter Trainer Helmuth Johannsen zu 16 Einsätzen in der Oberliga (1 Tor) und der 1. FCS belegte den 5. Rang. Am 19. August 1962 debütierte Reuther im Oberligateam von Saarbrücken beim 0:0 auf dem Erbsenberg gegen den VfR Kaiserslautern an der Seite von Mitspielern wie Erich Rohe, Werner Hesse, Hans-Dieter Diehl, Erich Maas, Heinz Vollmar und Dieter Haßdenteufel. Zur Saison 1963/64 wurde die Fußball-Bundesliga eingeführt und Saarbrücken gehörte mit Reuther zu den Gründungsmitgliedern. In der ersten eingleisigen deutschen Fußballliga absolvierte er zehn Spiele und erzielte zwei Tore. Sein Debüt gab er im Team von Trainer Helmut Schneider am 4. Spieltag der Saison 1963/64 bei der 2:1-Auswärtsniederlage gegen Borussia Dortmund. Er bildete im Stadion Rote Erde zusammen mit Heinz Vollmar, Dieter Krafczyk, Werner Rinass und Rainer Schönwälder den Angriff der Saarländer. Seine beiden Tore erzielte er gegen Hertha BSC und Werder Bremen. Saarbrücken landete auf dem letzten Tabellenplatz und stieg in die Regionalliga ab.
Reuther wechselte zum Regionalligakonkurrenten und seinem Heimatverein BSC Oppau. Für den er 13 Treffer in 34 Ligaspielen in der Saison 1964/65 unter Trainer Karl Striebinger erzielte. Somit hatte er maßgeblichen Anteil am Erreichen des 13. Tabellenplatz in der Abschlusstabelle. Nach dem einen Jahr in Oppau wechselte Reuther zu Wormatia Worms. Mit Worms belegte er 1965/66 mit 32:28 Punkten den 5. Rang. Der Angreifer hatte an der Seite von Mitspielern wie Lothar Buchmann, Norbert Heß, Rudolf Kraft, Torhüter Slavko Stojanovic und Wolfgang Wittemaier in 26 Rundenspielen neun Tore für die Wormatia erzielt. Verletzungsbedingt lief er in seinem zweiten Wormser Jahr lediglich noch in elf Spielen (1 Tor) auf und beendete im Sommer 1967 seine höherklassige Spielerlaufbahn.